# 蒙勒波
蒙勒波（法语、英语：Mon Repos）是加勒比海岛国圣卢西亚普拉兰区的一座村庄，位于该岛靠近普拉兰的东海岸。该地有许多社区，包含Lumbard、Mamiku、拉庞特（含Paris Drive、Phiadel、Morne Bois-Den）、Patience、Collie Town（Knockay Avenue）、圣玛丽、Vietnam、Malgretoute、赖恩、皮通等。